# Algernon Mitford, Baron Redesdale

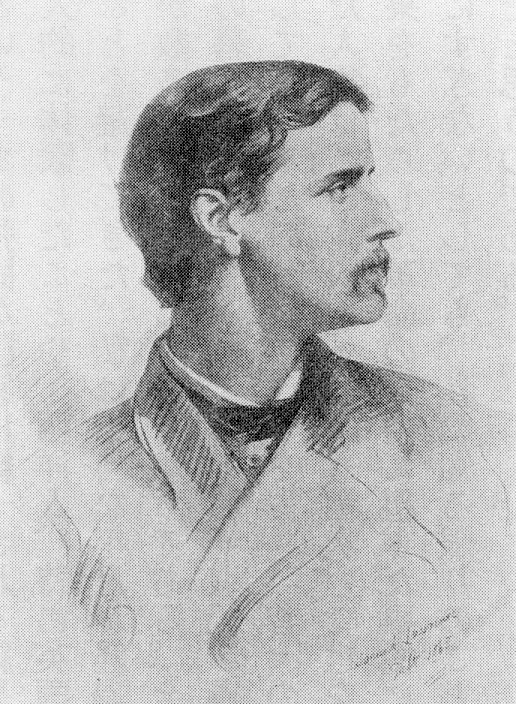
Algernon Mitford

Algernon Mitford, Baron Redesdale (geboren 24. Februar 1837 in London; gestorben 17. August 1916 in Großbritannien) war ein britischer Autor, Linguist und Diplomat.

## Frühe Jahre
Algernon Mitford war der Sohn von Henry Reveley Mitford und seiner Frau, Lady Georgiana Jemima Ashburnham. Väterlicherseits war er ein Urenkel des Historikers William Mitford. Während seine Vorfahren väterlicherseits den Titel eines Lords trugen, war er durch seine Mutter ein Enkel von George Ashburnham. Seine Eltern trennten sich 1840, als Algernon gerade drei Jahre alt war, und seine Mutter heiratete erneut einen Lord Molyneaux.

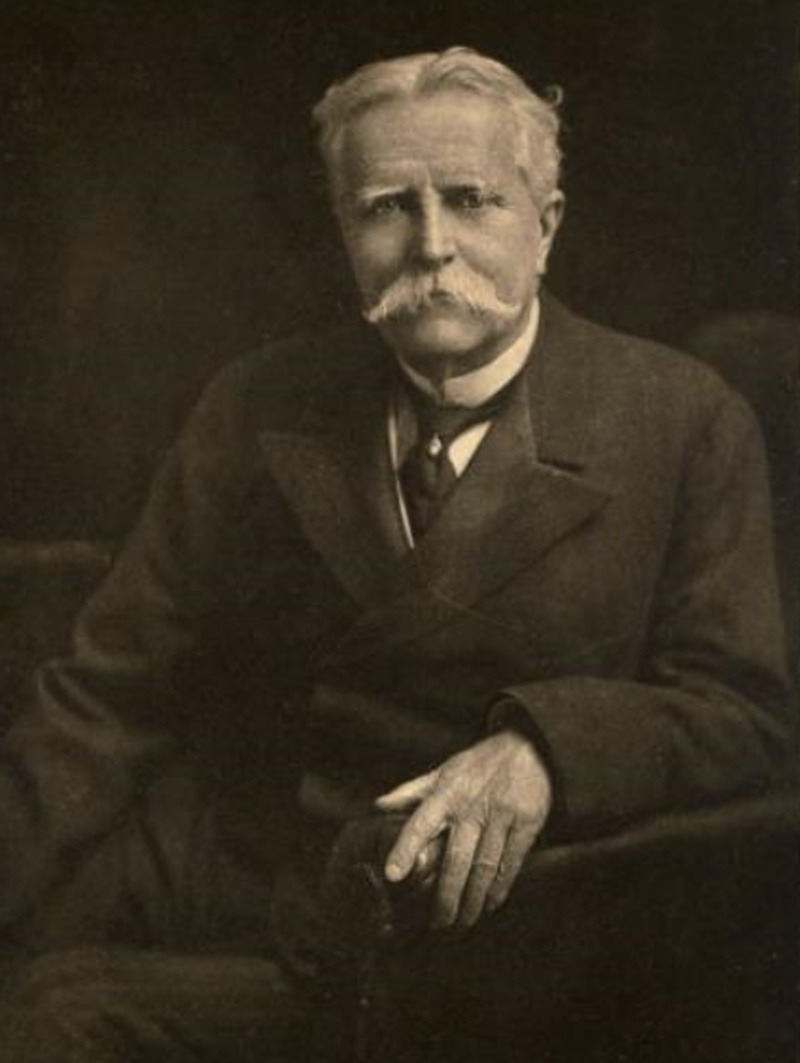
Algernon Freeman-Mitford (etwa um 1900)

## Karriere
1858 trat Mitford in das Auswärtige Amt ein und wurde zum Dritten Sekretär an der britischen Botschaft in St. Petersburg ernannt. Nach seinem Dienst im diplomatischen Korps in Peking ging er als zweiter Sekretär der britischen Gesandtschaft nach Japan, wo er 1868 die aufregende, aber schwierige Meiji-Restauration erlebte. Dort lernte er Ernest Satow kennen, verfasste 1871 die „Tales of Old Japan“. 1873 gab er seine diplomatische Laufbahn auf.
Mitford war Abgeordneter für den Wahlkreis Stratford-on-Avon (1892–1896). 1886 erbte er den Landsitz seines Cousins John Freeman-Mitford, 1. Earl of Redesdale. Auf dessen Wunsch hin nahm er mit königlicher Genehmigung den zusätzlichen Nachnamen Freeman an; 1902 wurde er zum 1. Baron Redesdale erhoben.  Er wurde zum stellvertretenden Leutnant für Gloucestershire ernannt und wurde Magistrat. Er war Mitglied des „Royal Yacht Squadron“ (1889–1914) und war von 1910 bis 1912 Präsident der „Royal Photographic Society“. Er ließ seinen Wohnsitz in einen feudalen gotisch-viktorianischen Stil grundlegend umbauen, allerdings zu einem so hohen Preis, dass er wenige Jahre nach seinem Tod verkauft werden musste.
Er war auch botanisch tätig und beschrieb 1894 bis 1896 mehrere neue Bambus-Arten (Bambusa) in der Zeitschrift Garden.